# Ussoque
Ussoque – miasto w Angoli, w prowincji Huambo.